# Speak No Evil (film)
|  | Denne artikel er oprettet af botten Steenthbot ud fra en ekstern database. Den kan derfor have sproglige fejl eller mangler. Denne skabelon kan fjernes efter kontrol af indholdet. |

 For alternative betydninger, se Speak No Evil. (Se også artikler, som begynder med Speak No Evil)
 For alternative betydninger, se Gæsterne. (Se også artikler, som begynder med Gæsterne)
Speak No Evil er en dansk spillefilm fra 2022 instrueret af Christian Tafdrup.

## Titelforvirring
Filmen blev produceret under arbejdstitlen Gæsterne, men fik på den amerikanske Sundance Film Festival i januar 2022 verdenspremiere under titlen Speak No Evil, der derefter blev valgt som filmens danske titel (= originaltitel). Da filmen fik ordinær dansk biografpremiere 17. marts 2022, hed den ikke længere Gæsterne men bar sin endelige titel, Speak No Evil. 
Som eksempel på den resulterende forvirring står der per maj 2023 stadigvæk fejlagtigt Gæsterne som dansk titel i denne artikels infoboks. Titelændringen giver anledning til yderligere forvirring, eftersom den endelige titel kan forveksles med den amerikanske horrorfilm af samme navn (en) fra 2013.

## Handling
På en ferie i Toscana bliver en dansk og hollandsk familie venner. Måneder senere modtager danskerne en uventet invitation til at besøge hollænderne i deres hus. Men det som skulle have været en hyggelig weekend, tager dog en ubehagelig drejning, da det viser sig, at hollænderne slet ikke er dem, de udgiver sig for at være.

## Medvirkende
- Morten Burian
- Sidsel Siem Koch
- Fedja van Huêt
- Karina Smulders